# Carmen Hermosín
Carmen Hermosín Bono, née le 3 mars 1945 à Séville, est une femme politique espagnole membre du Parti socialiste ouvrier espagnol (PSOE).

## Biographie
Mariée à l'eurodéputé Luis Yáñez, elle est mère de deux enfants.
Carmen Hermosín Bono est licenciée en philosophie et en lettres, et s'est spécialisée en histoire contemporaine. Fonctionnaire à la Sécurité sociale en disponibilité, elle est membre du PSOE, dont elle a été secrétaire générale pour la province de Séville entre 1993 et 2000. De 2006 à 2008, elle est secrétaire fédérale du parti pour les questions institutionnelles et les communautés autonomes.
Andalouse, Carmen Hermosín Bono a également siégé durant quatorze ans au conseil de gouvernement d'Andalousie, sous l'égide de Manuel Chaves González. Elle a ainsi été conseillère aux Affaires sociales de 1990 à 1994, puis conseillère à l'Intérieur de 1994 à 2000. Elle a par la suite pris les rênes du département de la Justice et de l'Administration publique jusqu'en 2004. 
Carmen Hermosín Bono a par ailleurs poursuivi une carrière parlementaire, en tant que députée de la province de Séville. Élue une première fois en 1982, elle est reconduite en 1986 et 1989. Absente par la suite du Congrès des députés durant quelques années, elle se représente avec succès en 2004 et est réélue en 2008.